# Bamberger Haus
La maison Bamberg est un restaurant de jardin néo-baroque située à l'entrée ouest du Luitpoldpark, dans le quartier de Schwabing à Munich. C'est le seul bâtiment de Munich qui présente des caractéristiques du baroque franconien.

## Histoire
En 1912, l'architecte munichois Franz Rank a érigé un bâtiment simple de deux étages dans un emplacement de premier plan près du Luitpoldpark nouvellement créé. La sculpture baroque en grès provenant de la Böttingerhaus de Bamberg a été construite dans l'ancienne Judengasse (aujourd'hui Judenstrasse) en 1707–1713. Peu de temps après 1900, ces parties de la façade entrèrent en possession de Rank, qui les transféra à Munich.

Le jour de l'anniversaire du prince régent Luitpold, Rank a fait don du bâtiment à la capitale royale et à la Résidence de Munich, qui en est toujours propriétaire. Détruite pendant la Seconde Guerre mondiale, la maison Bamberg a été entièrement reconstruite en 1983 et abrite aujourd'hui un restaurant.

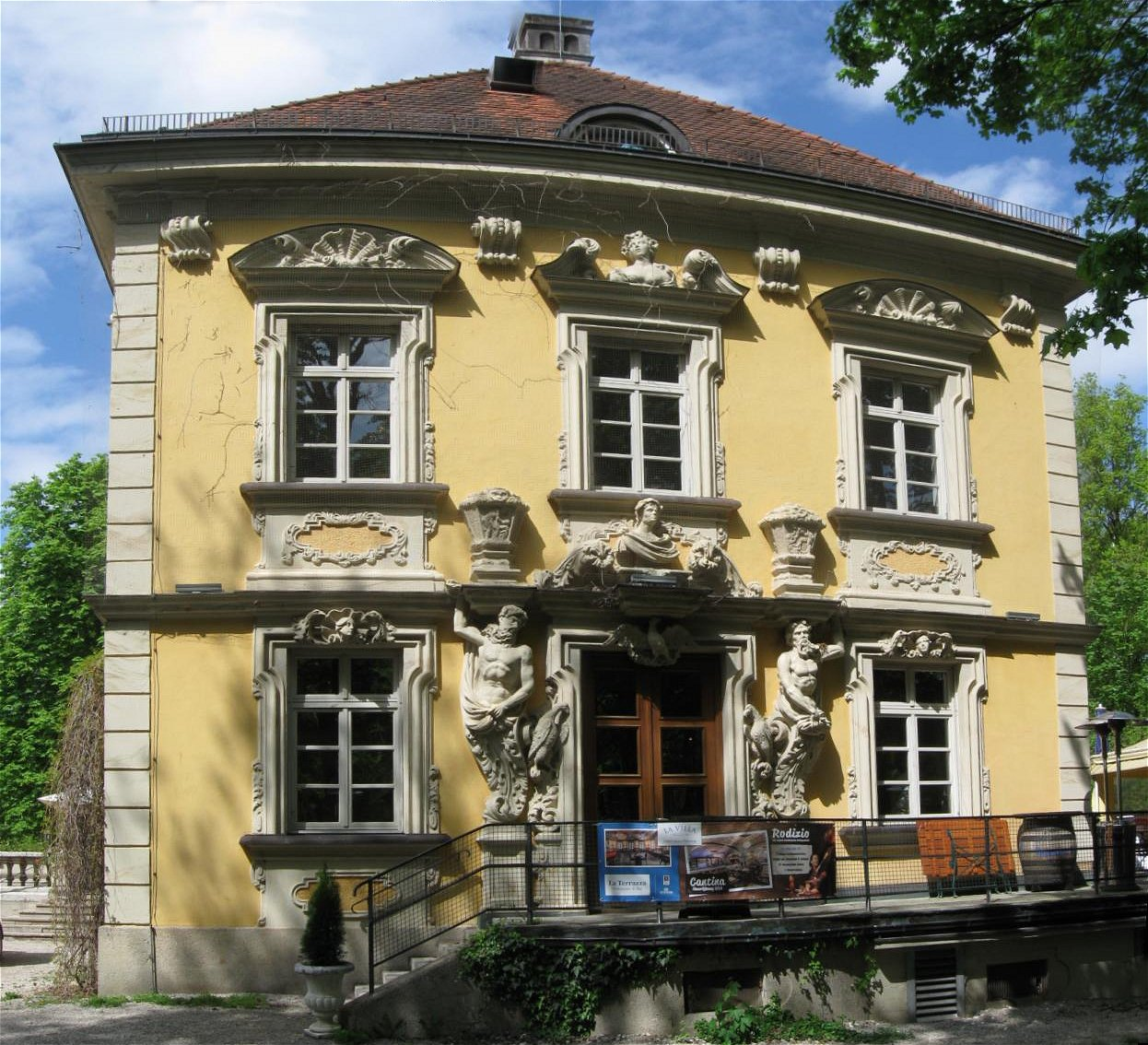
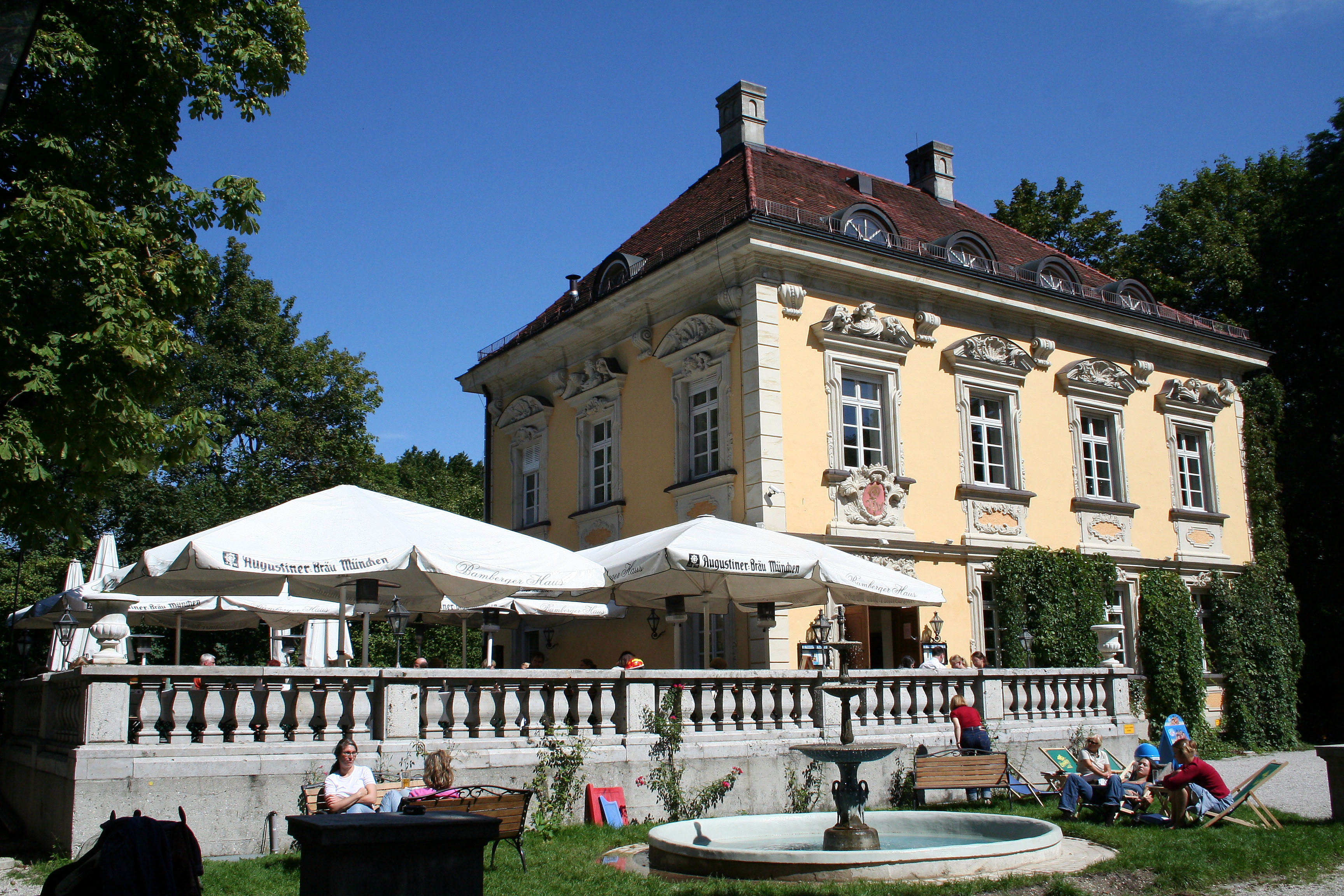
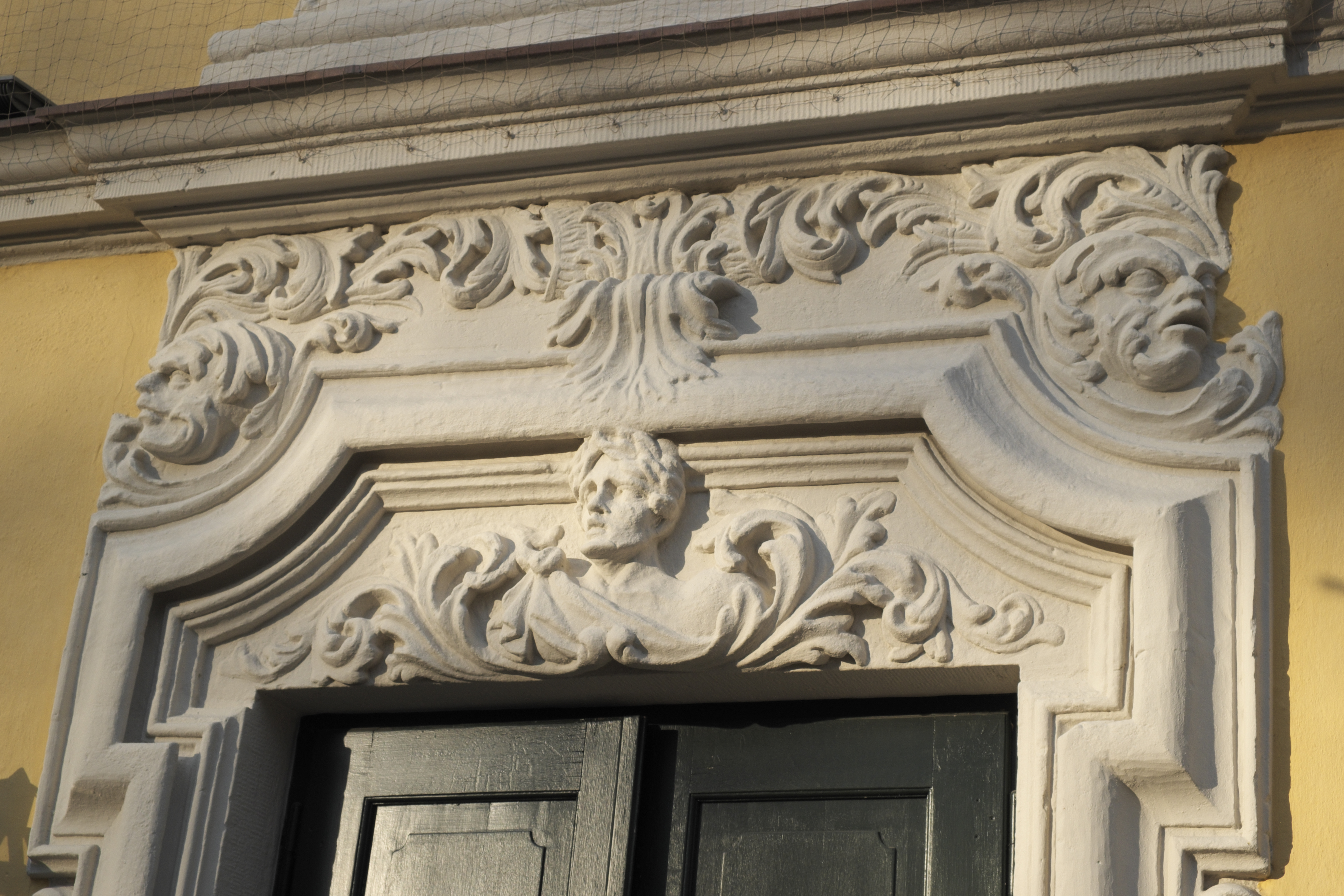

## Littérature
- Gallas, Klaus 1941-, München von d. welf. Gründung Heinrichs d. Löwen bis zur Gegenwart ; Kunst, Kultur, Geschichte (ISBN 978-3-7701-1094-0 et 3-7701-1094-3, OCLC 263645671, lire en ligne)

## Liens web
- Page d'accueil

## Source de traduction
- (de) Cet article est partiellement ou en totalité issu de l’article de Wikipédia en allemand intitulé « Bamberger Haus » (voir la liste des auteurs).